# Ibara

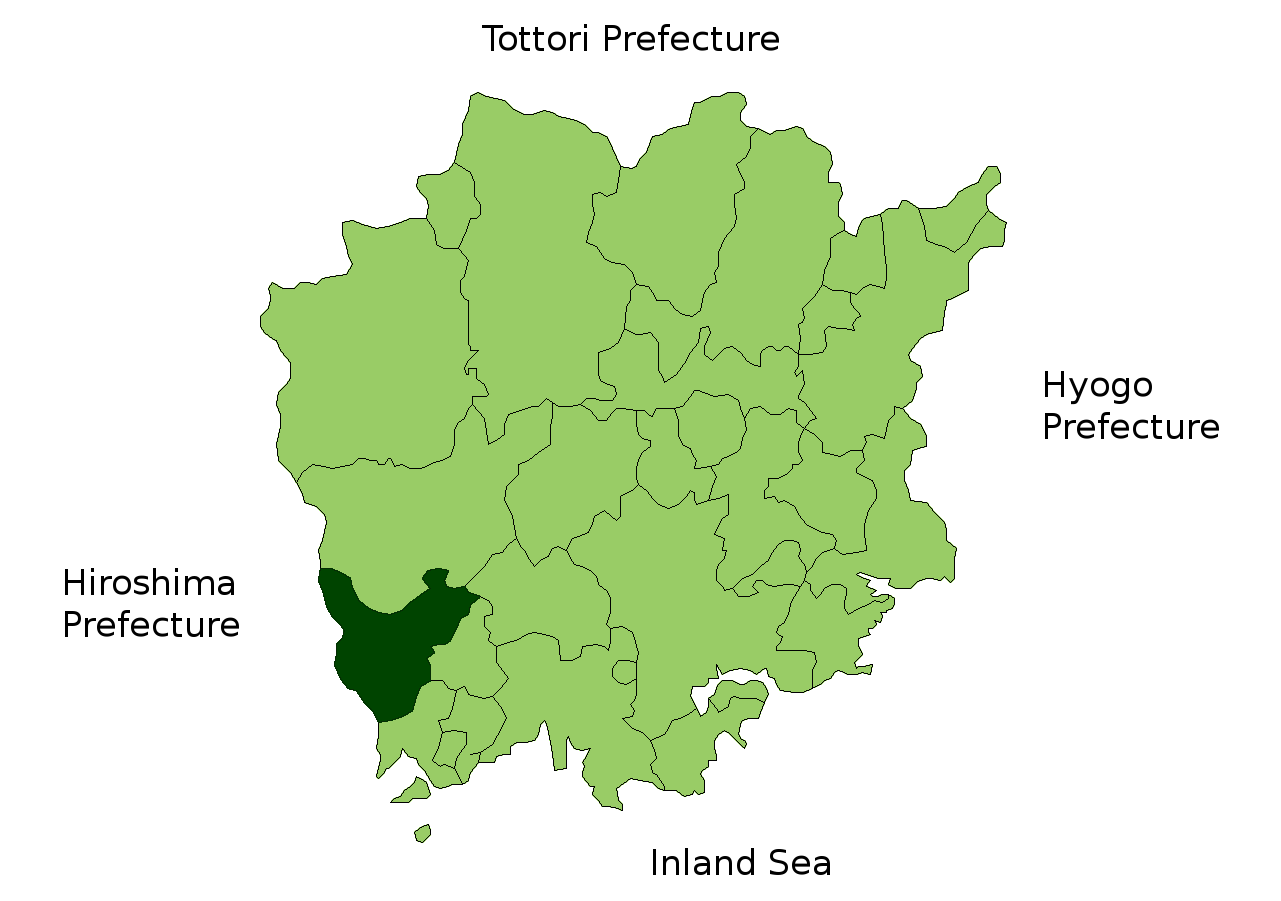

Ibara (井原市 Ibara-shi?) este un municipiu din Japonia, prefectura Okayama.